# 岡崎体育
岡崎体育（おかざきたいいく、okazakitaiiku、1989年〈平成元年〉7月3日 - ）は、日本の男性シンガーソングライター、音楽プロデューサー、レコーディング・エンジニア、俳優。ソロプロジェクトの名称としても用いられる。本名は岡 亮聡（おか あきとし）。所属事務所はソニー・ミュージックアーティスツ、所属レコードレーベルはソニー・ミュージックレーベルズ内のSME Records。公式ファンクラブは「Wallets」。

## 来歴

### 出生から音楽活動を始めるまで
兵庫県西宮市で生まれ、1992年に京都府宇治市へ引っ越す。
小学1年の頃にピアノを習っていたが、習っていた先生が就職活動に専念するという理由でわずか3か月で辞めさせられる。ただ、母親が音楽好きでクイーンの追っかけをしていたこともあり、小学5年の時にクイーンやディープ・パープルを聴くようになるなど、音楽に囲まれた環境で育った。
中学1年の時には友人から借りたエミネムのCDを聴き衝撃を受ける。中学2年の頃から音楽に興味を持ち始め、小遣いのほとんどをCDを買う費用に充てたという。この頃はSUM 41に心酔していた。同時期にニンテンドーDSのゲーム「大合奏!バンドブラザーズ」で作曲を始める。
京都府立南陽高等学校時代は硬式テニス部に入部し、2年生の時には京都府公立高校大会でベスト4まで残った。同じころに通販でフェンダーの4万円のギターを購入したが、バレーコードが押さえられず、一度挫折する。
同志社大学文化情報学部に入学後、バンドを結成するなど本格的に音楽活動をスタートした。ベースを買いに訪れた楽器店でCubase 5を買う。これが後の活動の萌芽になった。在学中はバンド「愛新覚羅ヌルハチ」、解散後はユニット「ヴァーツヤーヤナ・カーマ・スートラ」で活動していたが、デビューに結びつくことはなかった。また、2009年よりニコニコ動画にてボカロP「シトキアP」としても活動を開始。
2012年に同志社大学を卒業後、一度は一般企業へ就職するも音楽への夢を諦められず半年で退職。音楽ソロプロジェクト「岡崎体育」を開始した。地元のスーパーマーケット（万代 宇治樋ノ尻店）でアルバイトをしながら、自主制作でのCDリリース、ライブやフェスへの出演といった音楽活動をしていた。
2014年、アマチュアとして出演していたライブでのパフォーマンスがSMEJ関係者（現・マネージャー）の目に止まり、SMEJと育成契約。

### 2016年
- 5月、SME Recordsよりアルバム『BASIN TECHNO』でメジャー・デビュー。全楽曲の作詞・作曲・編曲を1人で手がけた。アルバムは全曲タイアップ無しにも関わらず、オリコン週間アルバムチャートで初登場9位を記録。iTunes J-POPアルバムチャートでは1位を獲得した。
- 6月、『JINRO』でテレビCMに初出演し、CMソング「割る!」を配信限定でリリース。
- 7月、ラジオ番組『岡崎体育のオールナイトニッポンR』放送。
- 10月、『ミュージックステーション』で音楽番組初出演。
- 秋、フジテレビ系テレビアニメ『舟を編む』のオープニング主題歌「潮風」、テレビ東京系テレビアニメ『ポケットモンスター サン&ムーン』のエンディング主題歌「ポーズ」と、アニメ主題歌を相次いで担当した。
- 11月、私立恵比寿中学に楽曲提供した「サドンデス」のミュージックビデオで初監督を務めた。
- 12月、初のシングル『潮風』リリース。

### 2017年
- 3月、楽曲「MUSIC VIDEO」のミュージックビデオが、第20回文化庁メディア芸術祭で「エンターテインメント部門 新人賞」を受賞。
- 6月14日、2ndアルバム『XXL』を発売。オリコン及びビルボードの週間アルバムチャートで初登場2位を記録した。
- 夏から秋にかけ、「コロコロコミック40周年のうた」（小学館『コロコロコミック』40周年記念ソング）、「MOMOTAROの歌」（サントリー『ペプシコーラ』プロモーションソング）、「Emblem」（タカラトミー『トランスフォーマー』公式ソング）、「お風呂上がりにパピコを食べる歌」（江崎グリコ『パピコ』CMソング）と、タイアップ曲を相次いで書き下ろした。

### 2018年
- 1月から、Eテレ『天才てれびくんYOU』にレギュラー出演。
- 4月、NHK総合『旬感☆ゴトーチ!』、フジテレビ系『めざましテレビ』の「めざましじゃんけん」テーマソングを書き下ろした。
- 4月25日、初の企画アルバム『OT WORKS』を発売。
- 8月、MCを務めるNHK総合のバラエティ番組『テンゴちゃん〜土曜深夜の辺境レボリューション〜』が放送スタート[6]。
- 10月から、テレビアニメ『ポケットモンスター サン&ムーン』のオープニング主題歌「キミの冒険」を担当。エンディング主題歌の「ジャリボーイ・ジャリガール」と合わせて、岡崎が主題歌を独占することとなった。
- 連続テレビ小説『まんぷく』のチャーリー・タナカ役で、初のテレビドラマ出演を果たす。
- 10月8日、NHKラジオ第一放送の番組「岡崎体育の日」、2019年6月に長年の目標だったさいたまスーパーアリーナでライブを行う事を発表した。

### 2019年
- 1月9日、3rdアルバム『SAITAMA』を発売。
- 1月25日、日野市立七生緑小学校合唱団とコラボレーションした楽曲「心のノート」を配信限定シングルとしてリリース。テレビアニメ『ポケットモンスター サン&ムーン』の新エンディング主題歌となる。
- 6月9日、さいたまスーパーアリーナの公演で1万8000人の集客に成功する。また、2020年2月11日に大阪府立体育会館にてワンマンライブを行うことを発表した。[7]
- 6月9日、ステージ上での友人としているペンギンのパペット『てっくん』のメジャーデビューシングル『フェイクファー』をライブ会場限定でリリース。プロデュースを担当した[8]。また、同日のオリコンデイリーシングルチャートにて1位を獲得。[9]
- 8月9日、NHK総合『これは経費で落ちません!』第3話にて、営業部員・馬垣役として出演[10]。
- 10月30日、初の映像作品である『岡崎体育ワンマンコンサート「BASIN TECHNO」@さいたまスーパーアリーナ』を発売。[11]
- 12月10日、デビューから長らく事務所に所属していなかったが、ソニー・ミュージックアーティスツに所属したことを明らかにした。

### 2021年
- 11月23日、岡崎体育3回目となるアリーナ公演、横浜アリーナを開催。
また、ライブ終盤に2022年3月に北海道、東京、愛知、大阪、福岡、5都市6公演でのワンマンツアーが発表された。

### 2022年
- 1月24日、ヤバイTシャツ屋さんとのコラボ楽曲「Beats Per Minute 220」を配信リリース[12][13]。
- テレビドラマ『DCU〜手錠を持ったダイバー〜』で日曜劇場初出演。

### 2023年
- NHK大河ドラマ『どうする家康』に、鳥居強右衛門役で大河ドラマ初出演（第21回「長篠を救え!」）。

## 人物
自身の音楽スタイルを「盆地テクノ」と位置付け、英訳した「BASIN TECHNO」を自らのアルバムやライブで着用するパーカーに用いている。岡崎の出身地・京都盆地に因んで命名されたものである。これについて岡崎は「J-POPやテクノポップ寄りの音楽性だが、テクノという言葉が格好いいし、でもこれをテクノと言っては怒られてしまうので『盆地テクノ』と名付けて、お茶を濁している」「同じ曲でも、何回見ても楽しんでもらえるように少し変えたり足したりするのが盆地テクノ流。そこを怠れば盆地テクノじゃない。山があり、盆があり、また山がある。変化が無ければ、ただの平地テクノになっちゃうから。」と語っている。
母子家庭で育つ。また一人っ子であることから、親からは「堅い仕事に就いてほしい。4年やってメジャー・デビューできなかったらあきらめろ」と言われていた。そのためインディーズ時代から「27歳の夏までにメジャー・デビューします」と言い続けており、2016年5月（26歳時）にその目標を達成した。
「岡体育」という名前で活動をしようかと考えていたが、語呂が悪かったので母親がMC業をしていたときの「岡崎」という芸名を襲名し、「岡崎体育」とした。なお、母親が「岡崎」という芸名を名乗っていたのは、岡という名字の人間が2人いたからである。また、「岡崎は苗字ではなく、『岡崎体育』という一つのワードなので岡崎と体育の間にスペースはいらない」と女性週刊誌『an・an』の紙面上で訴えたことがある。
このほか、活動初期より掲げていた目標に「30歳までにさいたまスーパーアリーナでワンマンライブを行う」がある。大学生時代同所のイベントに行った際無名のアマチュアが観客を沸かせた事に感銘を受けたためだという。ライブやフェスなどでもこの目標を「言霊」として残しており、実際に2019年6月（29歳時）に実現することとなった。
メジャー・デビュー後もしばらく京都府宇治市の実家に住んでおり、楽曲制作やレコーディングは実家にある学習机で行っていた。以前は節約のためマイクの風防に母の使用済ストッキングを使用していた。2019年8月に実家を出て東京で一人暮らしを始めたことを公表した。
「寿司くん」名義で岡崎の楽曲MVを制作しているヤバイTシャツ屋さんのボーカル・ギターのこやまたくやは宇治市立宇治中学校の後輩にあたる。ただし在学時に面識はなく（3学年違いのため同時に在学していない）、こやまの自主制作アニメ『寿司くん』を岡崎が見て興味を示したことが交流のきっかけとなっている。
パフォーマンスが口パクであることを「Explain」の歌詞で告白しており、後に音楽番組『ミュージックステーション』（テレビ朝日）で同曲を披露した時も口パクでパフォーマンスした。しかし、ワンマンライブでは生歌を披露することも多く、テレビ出演時にも実際に歌唱することが増えている（CDTV「感情のピクセル」、ミュージックステーション「Narutal Lips」など）。
作曲には音楽制作ソフトCubaseを全行程にわたって使用しており、販売元であるスタインバーグからインタビューを受けたこともある。
最も好きなアーティストは電気グルーヴで、芸名も石野卓球を意識して付けた。メジャー・デビュー後、2016年7月12日に東京・LIQUIDROOMで行われた電気グルーヴのライブ『LIQUIDROOM 12th ANNIVERSARY』のオープニングアクトとして出演し、彼らとの共演を果たした。
星野源、Fukase（SEKAI NO OWARI）、きゃりーぱみゅぱみゅ、ヒャダイン、川谷絵音らが好意的なコメントをしている。
自身がTwitterに投稿した「レシピを英語風に読んだネタ」は2016年時点で17万リツイートを記録している。その後、2017年3月にトヨタ自動車「C-HR」のラジオCMでセルフカバーした。楽曲「Natural Lips」はこのネタをもとにして生まれている。
ピアノやギター、ベース、ドラムなど複数の楽器を演奏できるが、高校を卒業するまでは全く楽器ができなかった。
ニコニコ動画で活動しているゲーム実況グループ「ナポリの男たち」のファンであり、視聴者プレゼントにも個人的に応募するほどである。
2018年、NHKの連続テレビ小説『まんぷく』で俳優デビューを果たす。MONKEY MAJIKのメイナード・プラント、ブレイズ・プラントとはのちに、このドラマでの共演がきっかけでコラボレーション楽曲「留学生」を製作している。
やっている音楽がネタ要素の強いものが多いため、パッケージングしてしまうと鮮度が落ちるという危惧から、ライブDVDを作ることを避けてきたが、2019年、初の映像作品となる『岡崎体育ワンマンコンサート「BASIN TECHNO」@さいたまスーパーアリーナ』を岡崎体育の第一章として記すために発売することを決意した。

## ディスコグラフィ

### オリジナル・アルバム
|                          | 発売日         | タイトル     | 規格品番     | 規格品番  | オリコン 最高位 |
| 初回生産限定盤（CD+DVD） | 発売日         | タイトル     | 通常盤（CD） |           | オリコン 最高位 |
| ------------------------ | -------------- | ------------ | ------------ | --------- | --------------- |
| 1st                      | 2016年5月18日  | BASIN TECHNO | SECL-1879/80 | SECL-1881 | 9位             |
| 2nd                      | 2017年6月14日  | XXL          | SECL-2170/1  | SECL-2172 | 2位             |
| 3rd                      | 2019年1月9日   | SAITAMA      | SECL-2370/1  | SECL-2372 | 5位             |
| 4th                      | 2021年10月20日 | FIGHT CLUB   | SECL-2698/9  | SECL-2700 | 18位            |

### コンピレーション・アルバム
|                          | 発売日         | タイトル                                        | 規格品番     | 規格品番  | オリコン 最高位 |
| 初回生産限定盤（CD+DVD） | 発売日         | タイトル                                        | 通常盤（CD） |           | オリコン 最高位 |
| ------------------------ | -------------- | ----------------------------------------------- | ------------ | --------- | --------------- |
| 1st                      | 2018年4月25日  | OT WORKS                                        | SECL-2282/3  | SECL-2284 | 18位            |
| 2nd                      | 2020年12月23日 | 「劇場版ポケットモンスター ココ」テーマソング集 | SECL-2580/1  | SECL-2582 | 19位            |
| 3rd                      | 2021年5月26日  | OT WORKS Ⅱ                                      |              | SECL-2586 | 24位            |
| 4th                      | 2023年10月4日  | OT WORKS Ⅲ                                      |              | SECL-2911 | 37位            |

### ライブアルバム
|     | 発売日        | タイトル                                                            | 備考     |
| --- | ------------- | ------------------------------------------------------------------- | -------- |
| 1st | 2022年9月21日 | 岡崎体育ワンマンコンサート「BASIN TECHNO」@さいたまスーパーアリーナ | 配信限定 |

### デジタルシングル
|      | 発売日         | タイトル                                               | 規格                   | 収録作品                                        |
| ---- | -------------- | ------------------------------------------------------ | ---------------------- | ----------------------------------------------- |
| 1st  | 2016年7月15日  | 割る!（岡崎体育÷JINRO 名義）                           | デジタル・ダウンロード | OT WORKS                                        |
| 2nd  | 2017年12月1日  | Emblem                                                 | デジタル・ダウンロード | OT WORKS                                        |
| 3rd  | 2018年2月8日   | ジャリボーイ・ジャリガール                             | デジタル・ダウンロード | OT WORKS                                        |
| 4th  | 2018年10月7日  | キミの冒険                                             | デジタル・ダウンロード | 「劇場版ポケットモンスター ココ」テーマソング集 |
| 5th  | 2019年1月25日  | 心のノート（岡崎体育×日野市立七生緑小学校合唱団 名義） | デジタル・ダウンロード | 「劇場版ポケットモンスター ココ」テーマソング集 |
| 6th  | 2019年5月15日  | 今宵よい酔い（岡崎体育÷JINRO 名義）                    | YouTube                | OT WORKS Ⅱ                                      |
| 7th  | 2019年12月12日 | Merry Merry Christmas Night                            | デジタル・ダウンロード | OT WORKS Ⅱ                                      |
| 8th  | 2020年4月12日  | ニニニニニ                                             | デジタル・ダウンロード | OT WORKS Ⅱ                                      |
| 9th  | 2021年8月6日   | Fight on the Web                                       | デジタル・ダウンロード | FIGHT CLUB                                      |
| 10th | 2021年9月10日  | Championship                                           | デジタル・ダウンロード | FIGHT CLUB                                      |
| 11th | 2021年12月8日  | 深夜高速                                               | デジタル・ダウンロード | OT WORKS Ⅲ                                      |
| 12th | 2022年4月27日  | レディキャップ！                                       | デジタル・ダウンロード | OT WORKS Ⅲ                                      |
| 13th | 2022年4月27日  | 季節の報せ                                             | デジタル・ダウンロード | OT WORKS Ⅲ                                      |
| 14th | 2023年1月14日  | Insane (B.LEAGUE version) feat. 木村昴 & アイクぬわら  | デジタル・ダウンロード | OT WORKS Ⅲ                                      |
| 15th | 2023年4月8日   | Knock Out                                              | デジタル・ダウンロード | OT WORKS Ⅲ                                      |

### CDシングル
|                                                                 | 発売日        | タイトル          | 規格        | 規格品番                      | オリコン | 初収録アルバム |
| 岡崎体育                                                        | 岡崎体育      | 岡崎体育          | 岡崎体育    | 岡崎体育                      | 岡崎体育 | 岡崎体育       |
| --------------------------------------------------------------- | ------------- | ----------------- | ----------- | ----------------------------- | -------- | -------------- |
| 1st                                                             | 2016年12月7日 | 潮風              | CD+DVD      | SECL-2085/6（期間生産限定盤） | 42位     | OT WORKS       |
| 「サトシ with ピカチュウ（松本梨香・大谷育江） / 岡崎体育」名義 |               |                   |             |                               |          |                |
| 2nd                                                             | 2017年4月12日 | アローラ!!/ポーズ | CD+DVD+人形 | SECL-2135/7（初回生産限定盤） | 18位     | OT WORKS       |
| 2nd                                                             | 2017年4月12日 | アローラ!!/ポーズ | CD          | SECL-2138（通常盤）           | 18位     | OT WORKS       |
| 「てっくん」名義                                                |               |                   |             |                               |          |                |
| 3rd                                                             | 2019年6月9日  | フェイクファー    | CD          | SEC7-7（ライブ会場限定発売）  | 1位      | -              |

#### コラボシングル
|     | 発売日         | タイトル         | 規格 | 規格品番                | 備考                                                                         |
| --- | -------------- | ---------------- | ---- | ----------------------- | ---------------------------------------------------------------------------- |
| 1st | 2020年10月28日 | 化かしHOUR NIGHT | CD   | AVCD-94927/B AVCD-94928 | ビッケブランカとのコラボシングル。作詞を共作、作編曲がビッケブランカである。 |

### 自主制作盤
|     | 発売日         | タイトル                     | 規格           | 備考       | 収録曲 |
| --- | -------------- | ---------------------------- | -------------- | ---------- | --- |
| 1st | 2012年8月      | グレイテストヒッツ2009〜2012 | CD             | 現在は廃盤 | 1. I will not rock you 2. Okazaki physical education 3. ハイスクール・ノータリン 4. ロンリー 5. Headquarters 6. カリビアンドットコム 7. ファットマンレクイエム 8. ティーンネイジャー * 天翔けるディノニクス * ヒップテイカー 以下22曲目まで不明               |
| 2nd | 2012年10月26日 | 恋のハロー警報               | CD             | 現在は廃盤 | 1. Okazaki hyper gymnastic 2. ラブリーラブリーフェブラリー 3. ヒップテイカー第二 4. ブラックスター 5. バードマンインザヘブン 6. DERAE 7. 腑抜けとドンファン（R&B mix） 8. アイオイレトロ〜大正時代純愛少女〜                                                  |
| 3rd | 2012年12月30日 | ファントム青少年             | CD             | 現在は廃盤 | 1. One shot one kill 2. Zip me hard 3. バトルエンピツ 4. 蟷螂 5. EX きゅん☆きゅんふろむへる 6. 冒険の書 7. 秋空舞うビニールバルーン 8. 達磨〜DARUMA〜 9. Sorry guys but this is shit 10. Pizza Coke Rahmen 11. この冬最弱の亡霊 12. 大和山城の空 13. 鬼鬼麒麟 |
| 4th | 2013年3月6日   | 盆地ヒーロー見参             | CD             | 現在は廃盤 | 1. Okazaki dynamic entry 2. クサムラノトラ 3. BEAK SPIDER 4. だれでもそうだよ（程度の差こそあれver.） 5. 陸サーファー 6. マニーチェイン 7. 悪魔のベビーシッター feat.Skateboarderz 8. abarabone 9. リメンバ feat.KUZUNO 10. ネバーランド 11. Don't you 甲冑   |
| 5th | 2013年12月25日 | FICTIONAL ZODIAC             | CD             | 現在は廃盤 | 1. Human Effect 2. AYE AYE SIR 3. 鴨川等間隔 4. スペツナズ 5. レジェンドじゃない 6. 手刀 feat. チャッサンTHEビタミン 7. 私生活 8. ニッポニアニッポン 9. NEOCORTEX featクズノ 10. Okazaki ultra athletics 11. 探知機チキン竜田 12. エクレア                    |
| 6th | 2014年10月13日 | DESKTOP                      | CD             | 現在は廃盤 | 1. BASIN TECHNO 2. からだ 3. 手元不如意 feat. クズノ（the PARTYS） 4. Black Star feat. たなかけんすけ（THEロック大臣ズ） 5. Deinonychus Requiem 6. 倒置法 7. 大和山城の空 feat. 不眠ちゃん（the PARTYS） 8. 家族構成(Bonus Track) 9. SNACK(Bonus Track)       |
| 7th | 2016年3月26日  | MEASURE                      | ストリーミング | 現在は廃盤 | 1. MEASURE 2. 虹の向こう 3. おなじ 4. マジでクソかよ 5. あなた 6. しつこい 7. OVER THE RAINBOW 8. 虹の向こう（Instrumental） 9. OVER THE RAINBOW（Instrumental）                                                                                              |

### 映像作品
|     | 発売日         | タイトル                                                             | 規格 | 規格品番                                        | オリコン最高位 |
| --- | -------------- | -------------------------------------------------------------------- | ---- | ----------------------------------------------- | -------------- |
| 1st | 2019年10月30日 | 岡崎体育ワンマンコンサート「BASIN TECHNO」＠さいたまスーパーアリーナ | BD   | SEXL-138（通常盤）                              | 4位            |
| 1st | 2019年10月30日 | 岡崎体育ワンマンコンサート「BASIN TECHNO」＠さいたまスーパーアリーナ | DVD  | SEBL-276（通常盤）                              | 4位            |
| 2nd | 2022年3月2日   | 岡崎体育ワンマンライブ「めっちゃめちゃおもしろライブ」＠横浜アリーナ | BD   | SEXL-156/7（完全生産限定盤） SEXL-158（通常盤） |                |
| 2nd | 2022年3月2日   | 岡崎体育ワンマンライブ「めっちゃめちゃおもしろライブ」＠横浜アリーナ | DVD  | SEBL-278（通常盤）                              |                |

## タイアップ
| 曲名                                          | タイアップ                                                             | 年     |
| --------------------------------------------- | ---------------------------------------------------------------------- | ------ |
| 割る!                                         | 眞露「JINRO」CMソング                                                  | 2016年 |
| 潮風                                          | フジテレビ系アニメ『舟を編む』オープニング主題歌                       | 2016年 |
| ポーズ                                        | テレビ東京系アニメ『ポケットモンスター サン&ムーン』エンディング主題歌 | 2016年 |
| 感情のピクセル                                | TBS系「COUNT DOWN TV」2017年4月・5月度オープニングテーマ               | 2017年 |
| コロコロコミック40周年のうた                  | 小学館「コロコロコミック」40周年記念ソング                             | 2017年 |
| MOMOTAROの歌                                  | サントリー「ペプシコーラ」YouTubeプロモーションソング                  | 2017年 |
| Emblem                                        | タカラトミー「トランスフォーマー」公式ソング                           | 2017年 |
| お風呂上がりにパピコを食べる歌                | 江崎グリコ「パピコ」CMソング                                           | 2017年 |
| ジャリボーイ・ジャリガール                    | テレビ東京系アニメ『ポケットモンスター サン&ムーン』エンディング主題歌 | 2018年 |
| 夢見崎★ラップ                                 | NHK Eテレ「天才てれびくんYOU」挿入歌                                   | 2018年 |
| めざましじゃんけん                            | フジテレビ「めざましテレビ」めざましじゃんけんテーマソング             | 2018年 |
| 旬感☆ゴトーチ!                                | NHK総合「旬感☆ゴトーチ!」テーマソング                                  | 2018年 |
| キミの冒険                                    | テレビ東京系アニメ『ポケットモンスター サン&ムーン』オープニング主題歌 | 2018年 |
| 孫の代まで                                    | NHK Eテレ アニメ『あはれ!名作くん』エンディング主題歌                  | 2018年 |
| Let’s Study 公民                              | NHK Eテレ「アクティブ10公民」テーマソング                              | 2018年 |
| 心のノート                                    | テレビ東京系アニメ『ポケットモンスター サン&ムーン』エンディング主題歌 | 2019年 |
| エクレア                                      | ショートフィルム「ファミマを曲がれば私のおうち」主題歌                 | 2019年 |
| 今宵よい酔い                                  | 眞露「JINRO」CMソング                                                  | 2019年 |
| Merry Merry Christmas Night                   | ハリウッド映画『ジュマンジ／ネクスト・レベル』日本語吹替版主題歌       | 2019年 |
| ニニニニニ                                    | NHK総合 ドラマ『いいね!光源氏くん』主題歌                              | 2020年 |
| 掟の歌 featuring vocal SiNRiN（岡崎体育&SiM） | アニメ映画『劇場版ポケットモンスター ココ』テーマソング                | 2020年 |
| 深夜高速                                      | 「SMBCグループ」CMソング                                               | 2021年 |
| レディキャップ！                              | テレビ大阪・テレビ東京系アニメ『キャップ革命 ボトルマンDX』主題歌      | 2022年 |
| 季節の報せ                                    | 朝日放送テレビ『newsおかえり』オープニングテーマ                       | 2022年 |
| Knock Out                                     | TVアニメ『マッシュル-MASHLE-』オープニング主題歌                       | 2023年 |
| ともだちのともだち                            | NHK『みんなのうた』2024年10月・11月オンエア楽曲                        | 2024年 |
| Suffer                                        | TVアニメ『まったく最近の探偵ときたら』オープニング主題歌               | 2025年 |

## 出演

### 映画
- 麻雀放浪記2020（2019年4月5日、白石和彌監督） - ドク 役
- KAPPEI カッペイ（2022年3月18日） - 堀田 役[29]

### テレビドラマ
- 連続テレビ小説 まんぷく（2018年12月、NHK） - チャーリー・タナカ 役[30][31]
- ドラマ10 これは経費で落ちません!（2019年8月9日、NHK） - 馬垣和雄 役[32]
- スペシャルドラマ「磯野家の人々〜20年後のサザエさん〜」（2019年11月24日、フジテレビ）- 中島役[33]
- Eうた♪ドラマ「歌のおじさん Eたん」（2019年12月、Eテレ） - 歌おばけ 役
- 僕はどこから（2020年1月 - 3月、テレビ東京） - 駿 役
- MIU404 第3話（2020年7月10日、TBS）- 犯人役
- DCU〜手錠を持ったダイバー〜（2022年1月16日 - 3月20日、TBS） - 森田七雄 役[34]
- 闇金ウシジマくん外伝 闇金サイハラさん（2022年9月-12月、MBS・TBS） - 安藤 役
- 藤子・F・不二雄 SF短編ドラマ『テレパ椎』（2023年4月16日、NHK BSプレミアム・NHK BS4K）- 鳥留栗男 役
- 大河ドラマ どうする家康（2023年6月4日、NHK） - 鳥居強右衛門 役[35]
- ライオンの隠れ家（2024年10月11日 - 12月20日、TBS） - 貞本洋太 役[36]
- 19番目のカルテ（2025年7月13日 - 、TBS） - 大須哲雄 役[37]

### テレビアニメ
- ポケットモンスター サン&ムーン（2019年3月31日、テレビ東京） - アキトシ 役
- キャップ革命 ボトルマンDX（2022年、テレビ東京系列） - タイクーンオチャザキ 役[38]

### バラエティなど
- 夢眠る体育祭（2016年10月16日・2017年2月4日・5月6日、中京テレビ） - 初の冠番組。夢眠ねむ（でんぱ組.inc）とともにMCを担当
  - ねむたい（2017年12月9日、中京テレビ） - MC担当
- 余計な御世話かもしれませんが…（2017年3月10日、テレビ朝日） - フレンチブルドッグおかざきとして声の出演
- 天才てれびくんYOU（2018年1月 - 3月、NHK Eテレ） - 夢見崎☆体育 / 湯加減ほど吉 役
- テンゴちゃん（2018年5月13日（12日深夜）、NHK総合[39]）
  - テンゴちゃん〜土曜深夜の辺境レボリューション〜（2018年8月15日 - 2020年3月8日（7日深夜）[40]、NHK総合、毎月第1または第2土曜日深夜放送） - ヤバイTシャツ屋さんとともにMCを担当[6]
- アクティブ10公民（2018年9月28日 - 、NHK Eテレ） - MC・テーマソングを担当。番組冒頭で「体育なのに社会、岡崎体育です」と自己紹介する。
- ノーナレ（2018年12月18日、NHK総合） - ドキュメンタリー番組
- ポケモンの家あつまる?（2019年3月10日、テレビ東京） - 不定期
- すじがねファンです!（2019年11月21日）
- 岡崎体育の京の観察日記（2020年1月 - 、KBS京都） - 京都での冠番組
- おはスタ（2020年10月 - 、テレビ東京） - たいくくん、火曜日レギュラー
- ヒャダ×体育のワンルーム☆ミュージック（2021年1月5日 - 、NHK Eテレ） - MC
- スッキリ「SHOWCASE」（日本テレビ） - 2022年8月マンスリーMC（木曜日）
- こどもちょうせんバラエティ いろりろ（2023年4月30日 - 、読売テレビ） - MC
- まつもtoなかい（2023年6月25日、フジテレビ）
- 人生最高レストラン（2023年9月30日、TBSテレビ）
- 偏愛ミュージックサロン（2025年6月25日、NHK総合） - DJ
- ラヴィット!（2025年7月11日、TBSテレビ）
- 情熱大陸（2025年7月13日、毎日放送）

### ラジオ
- OKAZAKI RADIO CHANNEL（2016年4月1日 - 放送中、α-STATION） - 自身初のラジオレギュラー番組。金曜22:00 - 23:00放送[注釈 1]。
- 岡崎体育のオールナイトニッポンR（2016年7月2日、ニッポン放送）
- 岡崎体育のしがちっ!（2017年4月 - 10月、TBSラジオ）
- 岡崎体育の日（2018年10月18日、NHKラジオ第1）
- Girls²のがるがるトーク! ゲスト出演6月28日

### CM
- 眞露「JINRO」（2016年6月 - ） - 出演・CM曲『割る!』も担当 [41]
- トヨタ自動車「C-HR」（2017年3月 - 、ラジオCM） - ナレーション
- 江崎グリコ「パピコ」（2017年11月 - ） - 主演・脚本・歌唱
- リクルートホールディングス「タウンワーク」（2018年1月 - ） - 出演・歌唱、松本人志（ダウンタウン）・emmaと共演
- 任天堂「スーパーマリオメーカー2」（2019年6月 - ） - 出演、バカリズム・藤田ニコルと共演
- サントリー「BOSS」「宇宙人ジョーンズの地球調査シリーズ『老舗』編」（2019年9月3日 - ） - 出演、立川談春と共演[42]
- SMBCグループ
  - 「ともに、前へ」篇（2021年11月20日 - ） - 稲垣啓太と共演[43]
  - 「カラフルな人びと。山中翼／広田千草」篇（2022年11月14日 - ）[44]
- 日本コカ・コーラ「い・ろ・は・す みんなでつくる い・ろ・は・すの歌篇」（2023年8月28日 - ） - 出演・歌唱[45]

### 映像作品
- あつまれ!わくわくパーク（2015年、第19回文化庁メディア芸術祭審査委員会推薦作品[46]） - 主演・おかざきたいいくお兄さん役
- 私立恵比寿中学「ここから」（2018年12月19日） - ナレーション[47]

## 劇伴

### アニメ
- きょこたん（2014年、TV-CM） - 音楽担当
- 寿司くん（2014年 - 、YouTube） - オープニングテーマ担当
- 想いのかけら （2016年2月、NHK総合テレビ） - 音楽担当
- 劇場版ポケットモンスター ココ（2020年12月、劇場映画） - 音楽担当

## 参加作品・楽曲提供
- ドラマチックアラスカ
  - 「リダイヤル feat.岡崎体育 〜BASIN TECHNO ver.〜」

- ナンデードーシテー
  - 「始発で会いに来てね 〜岡崎体育 "BASIN TECHNO" MIX〜」
  - 「無理無理無理 feat.岡崎体育 〜BASIN TECHNO ver.〜」

- いざゆかんとす!（愛はズボーン×岡崎体育）
  - 「すかたん」 - トラック制作
- 愛はズボーン
  - 「BABY君は悪魔ちゃん（岡崎体育Remix）」 - Remix

- サンボマスター
  - 「二人ぼっちの世界」 - トリビュート・アルバム参加

- ヤバイTシャツ屋さん
  - 「ネコ飼いたい（岡崎体育Remix）」 - Remix
  - 「あつまれ!パーティーピーポー（岡崎体育Remix）」 - Remix
  - 「Tank-top of the world（岡崎体育Remix）」 - Remix
  - 「ヤバみ（岡崎体育Remix）」 - Remix
  - 「ハッピーウェディング前ソング（岡崎体育Remix）」 - Remix
  - 「鬼POP激キャッチー最強ハイパーウルトラミュージック（岡崎体育Remix）」 - Remix
  - 「KOKYAKU満足度1位（岡崎体育Remix）」 - Remix
  - 「癒着☆NIGHT（岡崎体育 remix）」 - Remix
  - 「泡 Our Music (岡崎体育 remix)」 - Remix
  - 「くそ現代っ子ごみかす20代（岡崎体育 remix）」 - Remix
  - 「ちらばれ！サマーピーポー（岡崎体育 Rimix）」 -Rimix

- 吉澤嘉代子
  - 「ゆりかご feat.岡崎体育」 - 共作詞

- 私立恵比寿中学
  - 「サドンデス」 - 作詞・作曲・編曲
  - 「Family Complex」 - 作詞・作曲・編曲

- 秦基博
  - 「鱗 （岡崎体育Remix）」 - Remix

- 阿部真央
  - 「immorality（Arranged by 岡崎体育）」 - アレンジ

- MONKEY MAJIK x 岡崎体育
  - 「留学生」 - 共作詞・共作曲

- Beverly
  - 「尊い」 - 作詞・作曲

- KEITA
  - 「Tokyo Night Fighter feat. 岡崎体育」 - 共作詞

- はじめしゃちょー
  - 「YouTuberあるあるソング」 - 共作詞・作曲・編曲・プロデュース

- ビッケブランカ VS 岡崎体育
  - 「化かしHOUR NIGHT」 - 共作詞

- 手嶌葵
  - 「星明かりのトロイメライ」 - 作詞・作曲

- SawanoHiroyuki[nZk]:okazakitaiiku
  - 「膏」 - 作詞
- NHK富山
  - 「富山におるちゃ」 - 作詞・作曲・歌

### ジャニーズ事務所関連
- 関ジャニ∞
  - 「えげつない」 - 作詞・作曲・編曲
  - 「町中華」 - 作詞

- Hey!Say!JUMP
  - 「Liar」 - 作詞・作曲・編曲

- Sexy Zone
  - 「休みの日くらい休ませて」 - 作詞・作曲

## 未音源化曲
| 曲名                                              | 披露されたライブ/追記 |
| ------------------------------------------------- | --- |
| ACCESS                                            | ※映像化（3rdアルバムライブ映像DVD）                                                                                       |
| Okazaki Child Management                          | ※映像化（「あつまれ！わくわくパーク」）                                                                                   |
| Call on                                           | ※映像化（氣志團万博2016WOWOW放送）MINAMI WHEEL 2015 等                                                                    |
| Voice Of Heart2                                   | ROCK IN JAPAN FESTIVAL 2016 等                                                                                            |
| クソしょぼい超能力を君に                          | MINAMI WHEEL 2015 等 |
| 国立サイバー小学校卒業式の歌                      | 「密着！謎のメンタリストRYOMAを追え！」 等                                                                                |
| WHO？                                             | SAKAE SP-RING2015 等 |
| sugar spot                                        | |
| 超人サワヒガシ                                    | |
| グルコサミン                                      | OTODAMA'16〜ヤングライオン祭 等                                                                                           |
| Air Destroyer                                     | 「クソワロタ共和国」 等                                                                                                   |
| CITIZEN                                           | 「クソワロタ共和国」 等                                                                                                   |
| C.S.D.E.                                          | 「クソワロタ共和国」 等                                                                                                   |
| ケルベロス                                        | 「密着！謎のメンタリストRYOMAを追え！」 等                                                                                |
| Q-DUB                                             | ※一部映像化（3rdアルバムライブ映像DVD）                                                                                   |
| We Can Get Over It                                | 何でこんな感じなんですか?ねーtion 等                                                                                      |
| Instant brade                                     | 「密着！謎のメンタリストRYOMAを追え！ 等」                                                                                |
| Walk Of Death                                     | ※一部映像化（3rdアルバムライブ映像DVD）                                                                                   |
| Stamp                                             | ※一部映像化（3rdアルバムライブ映像DVD）                                                                                   |
| R.S.P                                             | ROCK IN JAPAN FESTIVAL 2017 等                                                                                            |
| 繋がり                                            | 「シマウマの中でも比較的凶暴なほう」                                                                                      |
| SUMESHI                                           | |
| SYUSHI OF SYSHI                                   | |
| 3 words 即興ソング                                | 「クソワロタ共和国」 「シマウマの中でも比較的凶暴なほう」 「キミイロハートII」 「密着！謎のメンタリストRYOMAを追え！」 等 |
| Natural Lips (MUSIC STATION SUPER LIVE 2017 ver.) | MUSIC STATION SUPER LIVE 2017                                                                                             |
| ワールズエンド・スーパーノヴァ                    | 京都駅ビル 20TH ANNIVERSARY α-STATION SPECIAL                                                                             |
| B'zの裏はキツい                                   | ROCK IN JAPAN FESTIVAL 2017 ※一部映像化（3rdアルバムライブ映像DVD）                                                       |
| 10-FEETの裏はキツい                               | COUNTDOWN JAPAN 17/18 |
| ヒロトさん誕生日おめでとう                        | 802Livemaster |
| 物販行ってるやん                                  | ROCK IN JAPAN FESTIVAL 2018                                                                                               |
| アイドルからの顔面の落差                          | COUNTDOWN JAPAN 18/19 |

## ミュージックビデオ
| 公開年 | 曲名                   | 備考 |
| ------ | ---------------------- | ---- |
| 2012年 | ティーンネイジャー     |      |
| 2013年 | 鴨川等間隔             |      |
| 2014年 | SNACK                  |      |
| 2014年 | 家族構成               |      |
| 2015年 | スペツナズ             |      |
| 2015年 | FRIENDS                |      |
| 2016年 | MUSIC VIDEO            |      |
| 2017年 | 感情のピクセル         |      |
| 2017年 | Natural Lips           |      |
| 2017年 | 式                     |      |
| 2019年 | からだ                 |      |
| 2019年 | 龍                     |      |
| 2019年 | なにをやってもあかんわ |      |
| 2019年 | トロッコにのって       |      |
| 2021年 | Fight on the Web       |      |
| 2021年 | Championship           |      |
| 2021年 | おっさん               |      |
| 2021年 | Quick Report           |      |
| 2022年 | Beats Per Minute 220   |      |
| 2023年 | Knock Out              |      |
| 2024年 | 失恋ソング             |      |
| 2024年 | 宇宙と長野             |      |
| 2024年 | Hi! Mckee              |      |
| 2025年 | Suffer                 |      |